# François Durand
François Durand (* 14. November 1973 in Langogne, Département Lozère) ist ein französischer römisch-katholischer Geistlicher und Bischof von Valence.

## Leben
François Durand ist der Sohn eines Lehrerehepaares; seine Großeltern waren Kleinbauern. Am Institut national des sciences appliquées de Lyon erlangte er zunächst ein Diplom im Fach Ingenieurwissenschaften. Anschließend arbeitete er an einer öffentlichen Schule in Langogne sowie in Paris und in Sevilla. Daneben besuchte er sechs Jahre lang Kurse der Groupes de Formation Universitaires (GFU). Später studierte Durand Philosophie und Katholische Theologie an den Priesterseminaren in Avignon (1998–2000) und in Lyon (2000–2002). Am 30. Juni 2002 empfing er das Sakrament der Priesterweihe für das Bistum Mende.
Durand war nach der Priesterweihe zunächst als Pfarrvikar in Mende und als Diözesanjugendseelsorger des Bistums Mende tätig, bevor er 2010 Pfarrer in solidum in Saint-Chély-d’Apcher sowie Verantwortlicher für die Priesterfortbildung und Referent für die Jugendpastoral wurde. Daneben setzte er seine Studien an der Katholischen Universität Lyon fort und wurde dort 2011 zum Doktor der Theologie promoviert. Ab 2013 wirkte Durand als Generalvikar des Bistums Mende und als Moderator der Kurie und ab 2017 zusätzlich als Moderator der Pfarrei Saint-Privat in Mende. Zudem lehrte er von 2012 bis 2014 Pastoraltheologie an der Katholischen Universität Lyon.
Am 5. Januar 2024 ernannte ihn Papst Franziskus zum Bischof von Valence. Die Bischofsweihe spendete ihm der Erzbischof von Lyon, Olivier de Germay, am 10. März desselben Jahres im Palais des Sports Mendès-France in Valence. Mitkonsekratoren waren sein Amtsvorgänger und Bischof von Nancy-Toul, Pierre-Yves Michel, und der Bischof von Mende, Benoît Bertrand. 